# Цэрэнтулгын Тумэнбаяр
Цэрэнтулгын Тумэнбаяр (монг. Цэрэнтулгын Түмэнбаяр; род. 1959) — монгольский писатель и сценарист.

## Образование
Среднее образование — школа № 47 Улан-Батора. Окончил Техникум связи по специальности радиоэлектроники. В 1998 году в Школе монголоведения при МонГУ защитил степень магистра языкознания.

## Произведения

### Книги
- 1985 — Хараацайн жигүүр
- 1987 — Толгодын шивнээ
- 1993 — Удган
- 1998 — Мэргэнд буусан чоно
- 2002 — Өнчин чавхдас дуулдаггүй
- 2005 — Тэнгэрийн зүүд
- 2005 — Согоо суман
- 2007 — Шөнийн танго
- 2010 — Tale about mother’s milk (на английском языке)

### Сценарии
- 1999 — «Тэнгэр мэднэ» (фильм)
- 2000 — «Нохойтой нөхцсөн бүсгүй» (фильм)
- 2000 — «Цагаан сүүний домог» (фильм)
- 2003 — «Мэргэнд буусан чоно» (балет)
- 2008 — «Уулын бяцхан зоргол» (детский балет)
- 2011 — «Тусгаар тогтнолын төлөө» (телеспектакль)

## Награды
- Премия Нацагдоржа
- Премия Союза монгольских писателей
- Премия Фонда Удвала
- Премия Буяннэмэха